# 雄努敦都布
雄努敦都布（1907年—?），另译雄诺敦都布、松诺栋鲁布，蒙古族，锡林郭勒盟阿巴噶右旗（今内蒙古自治区阿巴嘎旗）人，阿巴噶扎萨克卓哩克图郡王。中华民国大陆时期、中华人民共和国内蒙古政治人物。

## 生平
1918年阿巴噶右翼旗扎薩克扎那密達爾因病出缺，他的兒子雄努敦都布於1920年承襲其父的扎薩克郡王爵位。蒙古軍政府成立後，他任蒙古军警卫师师长（后来改为第九师，由包海明继任师长）。1938年7月，蒙古联盟自治政府政务院之下增设民政、畜产二部，原保安部部长王宗洛改任民政部部长，雄努敦都布接任保安部部长，郭尔卓尔扎布任畜产部部长。1939年9月，蒙疆聯合自治政府成立，他任政務院諮議。
抗日战争胜利后，1947年6月，中国国民党扶植从锡林郭勒盟逃到张家口的雄努敦都布、格力吉洋台、苏德布丹仓、阿格登嘎等在张家口成立锡林郭勒盟政府，雄努敦都布任盟长。该政府与中国共产党方面成立的锡林郭勒盟民主政府相对抗，但未能对锡林郭勒盟行使有效的行政管辖权。1948年底，中国人民解放军占领张家口，中国国民党方面的锡林郭勒盟政府随之垮台。
1949年，雄努敦都布随德穆楚克栋鲁普逃入蒙古人民共和国，1950年被中华人民共和国引渡回国，关押改造。1959年12月，经中央批准，他获得首批特赦释放。1959年12月4日，在监所召开了特赦大会，雄努敦都布向政府致谢词，其儿子代表家属发言。雄努敦都布获释后，起初被安置在锡林郭勒盟锡林浩特铁工厂工作。后来，他因病于1962年10月离职休养，由民政部门每月发放生活补助。病愈后，他改被安排到锡林郭勒盟手工联社工作。